# Castello di Ameglia
Il castello di Ameglia - anticamente castrum de Ameliae - è un edificio difensivo di Ameglia, in provincia della Spezia, situato nel centro storico amegliese in piazza Sforza.
Il castello è stato la sede del municipio fino al 2008, quando gli uffici furono trasferiti nel nuovo palazzo municipale nella zona moderna di Ameglia.

## Storia

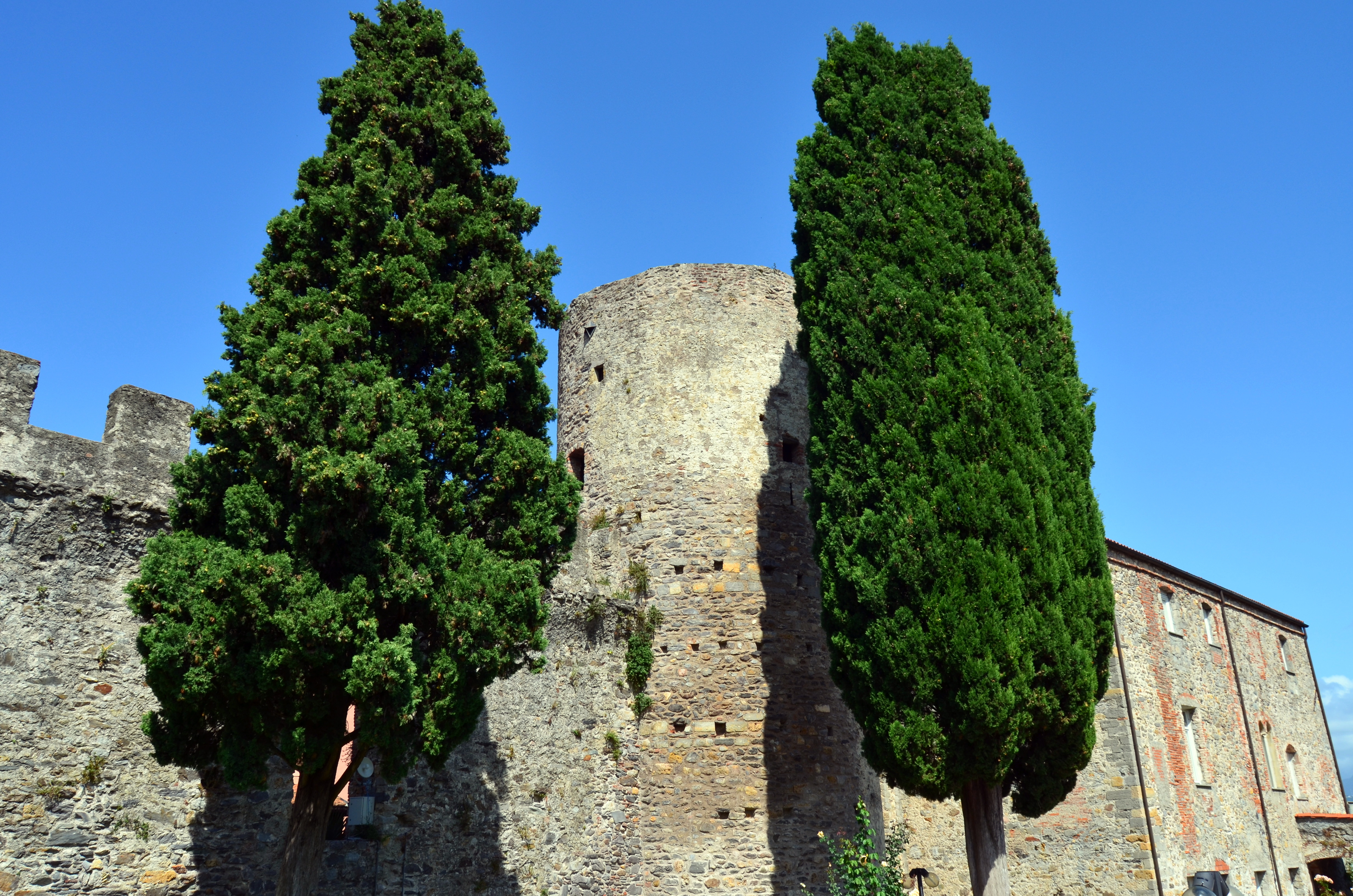
L'interno delle mura

Il castrum de Ameliae è stato un importante possedimento dei vescovi di Luni la cui data di costruzione non è facile da determinare.
La prima notizia di Ameglia e del suo castello risale al 963 in un diploma imperiale di Ottone I nel quale il borgo ligure è citato tra i possedimenti del vescovo lunense.
Nel 1174 gli abitanti di Pietracoperta trovarono qui rifugio dopo la distruzione del loro paese ad opera della Repubblica di Genova per contrastare il forte dominio dei Malaspina.
Nei secoli successivi fu sede dei vescovi-conti di Luni, finché nel XIII secolo subì la prima occupazione dei Sarzanesi e quindi di Genova.
Nel 1371 fu possedimento del Signore di Lucca Castruccio Castracani. In seguito fu dominio dei Visconti che, a metà del XV secolo, lo cedettero al Banco di San Giorgio della Repubblica di Genova.
La torre è a pianta circolare, mentre l'intera struttura è a forma rettangolare, su due piani, protetto da una cortina muraria trapezoidale.
L'edificio è stato sede del palazzo comunale fino al 31 marzo del 2008.